# Snakefinger
Snakefinger, pseudonimo di Philip Charles Lithman (Tooting, 17 giugno 1949 – Linz, 1º luglio 1987), è stato un musicista e compositore inglese.

## Biografia
Lithman nacque a Tooting, nella zona sud di Londra, e mosse i primi passi come musicista nella scena British blues degli anni sessanta.  Nel 1971 si trasferì negli Stati Uniti a San Francisco e il suo nome iniziò ad essere associato con il gruppo di rock sperimentale The Residents.
Pare che il soprannome di "Snakefinger", ovvero dito di serpente, gli fosse stato dato dagli stessi Residents basandosi su una fotografia di Lithman ritratto mentre suonava, nella quale una delle sue dita sembrava essere un serpente pronto ad attaccare il suo violino. Similmente, altri asseriscono che il suo nome d'arte alluda al suo stile di chitarra fluido.
Durante la prima metà degli anni settanta, Lithman fu leader del gruppo pub rock Chilli Willi and the Red Hot Peppers, nel quale era anche presente Martin Stone, ex-membro dei Mighty Baby e futuro ex-membro della Junior's Blues Band. Come duo, il gruppo pubblicò l'album Kings of Robot Rhythm. Nel 1974, arrivò il secondo album intitolato Bongos Over Balham.
Dopo essersi trasferito a Los Angeles nel 1976, Lithman si spostò nuovamente a San Francisco dopo pochi anni, e riprese i contatti con i Residents, dei quali divenne un assiduo collaboratore.
Nel frattempo, Lithman iniziò a pubblicare musica sotto lo pseudonimo di "Snakefinger" per la Ralph Records dei Residents. Abbandonato il suo trascorso blues, l'artista inglese si avvicinò alla scena elettronica di San Francisco (Tuxedomoon, Chrome), mettendo in mostra il suo caratteristico modo di suonare la slide guitar ed il gusto per i testi surreali. Il suo debutto in studio, Chewing Hides the Sound del 1979, contiene materiale originale scritto insieme ai Residents e cover stravaganti come The Model dei Kraftwerk. Ad esso seguì Greener Postures del 1980, che include le sue prime composizioni da solista a nome Snakefinger.
Mentre era in tour in Australia nel 1980, Lithman ebbe un infarto che lo costrinse in ospedale per un periodo di sei mesi.
Nel 1982 Lithman formò il suo gruppo-spalla chiamato The Vestal Virgins con l'ex collaboratore di Captain Beefheart Eric Drew Feldman. Snakefinger & The Vestal Virgins pubblicarono Manual of Errors per la Ralph nel 1982, a cui seguirono l'album di cover di brani blues Snakefinger's History of the Blues: Live in Europe nel 1984, e Night of Desirable Objects nel 1986.
Lithman suonò insieme ai Residents durante il loro 13th Anniversary Tour del 1986. Il 1º luglio 1987, Snakefinger e la sua band, The Vestal Virgins, arrivarono a Linz, in Austria, per il tour European Night. La mattina successiva, prima della programmata esibizione al "Posthof Club" e prima che potesse partecipare alle sessioni di God in Three Persons dei Residents, egli venne rinvenuto cadavere nella sua stanza mortalmente colpito da un forte attacco di cuore. Proprio il giorno della sua morte, il 1º luglio 1987, venne pubblicato il suo singolo ironicamente intitolato There's No Justice in Life ("Non c'è giustizia nella vita").

## Discografia

### Chilli Willi and the Red Hot Peppers
- 1972 – Kings of the Robot Rhythm
- 1974 –  Bongos over Balham
- 1996 – I'll Be Home

### Snakefinger
- 1978 – The Spot
- 1979 – Chewing Hides the Sound
- 1980 – The Man in the Dark Sedan / Womb to Worm
- 1980 – Greener Postures
- 1982 – Manual of Errors
- 1983 – Against the Grain
- 1984 – Snakefinger's History of the Blues: Live in Europe
- 1986 – Snakefinger's Vestal Virgins: Live in Chicago
- 1993 – Night of Desirable Objects
- 1988 – Snakefinger: A Collection
- 1993 – Philip Charles Lithman aka Snakefinger

### Apparizioni su album dei Residents
- 1971 – Baby Sex
- 1976 – Satisfaction
- 1977 – Fingerprince
- 1978 – Duck Stab/Buster & Glen
- 1979 – Eskimo
- 1980 – Diskomo
- 1980 – The Commercial Album
- 1982 – The Tunes of Two Cities
- 1983 – Residue of the Residents
- 1983 – Title in Limbo
- 1986 – Stars & Hank Forever: The American Composers Series
- 1987 – The Thirteenth Anniversary Show

### Apparizioni con la The Club Foot Orchestra
- 1986 – Wild Beasts

### Compilation
- 1981 – Savoy Sound — Wave Goodbye
- 1987 – Potatoes: A Collection Of Folk Songs by Ralph Records
  - canzone: The Ballad Of Sawney Beane/Sawney's Death Dance a nome Snakefinger & His Midi-Evil Vestal Virgins

## Collaboratori vari
- Paul Bailey (chitarra, banjo, e sax)
- Dave Barret
- Miguel Bertel (chitarra)
- Carlos Cadona (chitarrista già collaboratore dei Dead Kennedys)
- Beth Custer
- Raoul N. Diseimbote (piano)
- Dick "Deluxe" Egner
- Josh Ende (fiati, ottoni)
- Eric Drew Feldman (già collaboratore di Captain Beefheart, Pere Ubu, Pixies, PJ Harvey, e Frank Black)
- Opter Flame
- George B. George (basso)
- Ben Guy (basso)
- Dave Kopplin
- Colin Hansford (chitarra)
- Stephen MacKay (tenore)
- Richard Marriott (fiati, ottoni)
- Paul Riley (basso)
- Steve Royal (batteria)
- Jonny B. Ryan (batteria)
- Nicolas Senada (etnomusicologo)
- Michael Steele (collaboratore dei The Bangles)
- Martin Stone (chitarra, esperto di letteratura)
- Pete Thomas (batteria)
- David Whitten (basso)